# 三林駅
三林駅（さんりんえき、中文表記: 三林站）は中華人民共和国上海市浦東新区北蔡鎮
に位置する上海地下鉄11号線の駅。

## 概要
- 安亭駅からの列車は、当駅で折り返す。

## 駅構造
- 島式ホーム2面3線の地下駅。ホームドア設置。

## 歴史
- 2013年8月31日 - 開業[1]。

## バス路線
- 周辺にバス停は無い

## 隣の駅
上海地下鉄
■11号線
三林東駅 - 三林駅 - 東方体育中心駅